# الطب للعموم في أوروبا (قاعدة بيانات)
يعد موقع مركز ببمد أوروبا (بالإنجليزية: Europe PubMed Central) أو (بالإنجليزية: Europe PMC) قاعدة بيانات مفتوحة المصدر للأبحاث الطبية الحيوية، حيث تحتوي هذه المنصة على ملايين الأبحاث. عُرفت سابقاً باسم مركز ببمد للملكة المتحدة (بالإنجليزية: UK PubMed Central) وذلك حتى الأول من نوفمبر من عام 2012.

## الخدمات
يوفر موقع ببمد الوصول المجاني لأكثر من 39 مليون مقالة بحثية، بإمكانية اطلاع الباحث على النص الكامل للمقالة في مجال الطب الحيوي وعلوم الحياة. كما كما اقتبس من مقالات الموقع أكثر من 31 مليون مرة.
يحتفظ الموقع ببعض معلومات الاستشهاد، ويحتوي ميزة التنقيب في النصوص ليشير إلى المعلومات المستشهد بها والأقسام النصية المرتبطة بمجموعة من البيانات الطبية الخارجية. تطلب مجموعة ممولي ومؤسسي ببمد الأوروبي بتوفر نتائج الأبحاث التي وصفت في العلوم الطبية وعلوم الحياة أن تكون متاحة بشكر حر في موقع ببمد الأوروبي خلال ستة أشهر من نشر المثالة البحثية، لتعظيم أثر البحث الذي قاموا بتمويله. تتيح ميزة البحث في المنح (بالإنجليزية: Grant Lookup) للمستخدمين البحث عن معلومات حول أكثر من 56700 منحة مقدمة من ممولي الموقع.
يتم وضع نسخة من معظم المحتوى على ببمد سنترال، الذي يدير إيداع الكتب والمجلات بأكملها. بالإضافة إلى ذلك، يقدم الموقع نظام تقديم المؤلفات الأصلية، Europe PMC plus والذي يسمح للعلماء بالإيداع الذاتي لمقالاتهم البحثية التي خضعت لمراجعة الأقران لإدراجها في مجموعة ببمد الأوروبي.

## المنظمة
أطلق مشروع ببمد الأوروبي عام 2007 لأول مرة ليكون «مرآة» لشركة ببمد في أوروبا، بهدف توفير الحماية الدولية والثانونية للأعمال المفتوحة المصدر والمجانية في مجالات الطب الحيوي وعلوم الحياة، بالإضافة لكون الموقع يشكل جزءاً من شبكة ببمد العالمية PMCI التي تنتشر حول العام مثل مركز ببمد كندا. بالرغم من ذلك، قاعدة بيانات ببمد أوروبا لا تشكل انعكاساً تاماً للموقع الأساسي، إذ يعمل مطورو الموقع الأوروبي على إضافة بعض الخصائص الإضافية للقاعدة الخاصة بهم. مثل إدراج الأداة CiteXplore في 15 فبراير 2013 لتعل ضمن موقع ببمد الأوروبي.
يُعنى بإدارة قاعدة البيانات هذه وتطويره المختبر الأوروبي للبيولوجيا الجزيئية - المعهد الأوروبي للمعلومات الحيوية اختصاراً (EMBL-EBI)، نيابةً عن تحالف يضم 27 ممولاً لأبحاث الطب الحيوي وعلوم الحياة، بقيادة صندوق ويلكم.
يدعم الموقع من 27 منظمة هي: أكاديمية العلوم الطبية في المملكة المتحدة، منظمة العمل على فقدان السمع، منظمة ألزهايمر، أبحاث التهاب المفاصل في المملكة المتحدة، صندوق العلوم النمساوي، مجلس بحوث التكنولوجيا الحيوية والعلوم البيولوجية، بريست كانسر ناو، كبار الباحثين، أبحاث السرطان في المملكة المتحدة، مؤسسة القلب البريطانية، مكتب مديريات الصحة والرعاية الاجتماعية التابعة للحكومة الاسكتلندية، وزارة الصحة والرعاية الاجتماعية (المملكة المتحدة)، منظمة ماري كوري، منظمة البحوث الأوروبية، جمعية أمراض الخلايا العصبية الحركية، صندوق ويلكم، ومنظمة الصحة العالمية، التيليثون، منظمة باركنسون المملكة المتحدة، المركز الوطني لإحلال الحيوانات في البحث وتحسينها وتقليلها، أبحاث السرطان في جميع أنحاء العالم.

## وصلات خارجية
- الموقع الرسمي
- ورقة بيانات